# Tête de moine
Pour les articles homonymes, voir Tête et Moine (homonymie).
La tête de moine est une appellation suisse préservée par une AOP suisse désignant un fromage à base de lait de vache cru et entier.
Ce fromage est unique par son mode de consommation sous forme de rosettes obtenues à l'aide de la « girolle ».

## Origine géographique
Il est fabriqué dans le canton du Jura et au Jura bernois, la région francophone du canton de Berne. Il provient plus précisément de l'abbaye de Bellelay, située dans la commune de Saicourt, dans l'arrondissement du Jura bernois. Actuellement, moins de dix fromageries de la région de montagne des districts des Franches-Montagnes, de Porrentruy dans le canton du Jura et des anciens district de Moutier et de Courtelary transforment du lait pour fabriquer ce fromage.

## Histoire
Les moines de l'abbaye de Bellelay commencèrent à le produire il y a plus de huit siècles. Il bénéficie d'une AOC suisse depuis janvier 2001, devenue une AOP suisse en 2011.
Dès l'an 1192, des écrits attestent que ce fromage des abbés avait acquis une telle réputation qu'il servait à payer les redevances des fermiers aux propriétaires, à régler les litiges, à être offert en cadeau aux princes-évêques de Bâle ou bien encore de monnaie d'échange. La description la plus ancienne du fromage de Bellelay date de l'année 1628. Il est indiqué que l'on doit utiliser pour ce fromage « un lait très gras d'excellente qualité issu des meilleures herbes et plantes du pays ». Une lettre datée du 16 août 1570 envoyée par l'abbé de Bellelay au prince-évêque de Bâle mentionne le fromage de Bellelay (Belleley Kess),.
À la suite des troubles de la Révolution française, les moines furent chassés de l'abbaye en 1797. Le fromage continua cependant à être produit dans les fromageries des domaines de l'ancienne abbaye.
Vers le milieu du XIXe siècle, un paysan de Bellelay, A. Hofstetter, parvint à donner un nouvel essor à la production. Il reçut un prix au Concours universel de Paris en 1855 et des distinctions à d'autres expositions.
Dans la première partie du XXe siècle, les fromageries fermières se développèrent pour devenir des fromageries villageoises, et la production de fromage augmenta. À partir des années 1970, des événements importants ouvrirent un nouveau chapitre de l’histoire de la Tête de Moine AOP. Pour commercialiser la Tête de Moine AOP et pour promouvoir les ventes, les fromageries s’unirent, en 1978, dans l’Association des fabricants de Tête de Moine (AFT).
En 1997, les producteurs, fromagers, affineurs et commerçants fondent l’Interprofession Tête de Moine. Un autre événement important fut l’invention de la girolle originale en 1982 par Nicolas Crevoisier. Cet outil permet de donner à la Tête de Moine AOP sa forme unique et de développer toute la subtilité de sa saveur.
Depuis 2001, la « Tête de Moine, Fromage de Bellelay » est enregistrée comme Appellation d’origine protégée, portant le label de qualité AOP (Appellation d’origine protégée). D’abord connue comme AOC (Appellation d’origine contrôlée), le label est devenu AOP (Appellation d’origine protégée) en 2010. L’année d’après, en 2002, les producteurs de lait fondent l’Association des producteurs de lait de Tête de Moine (APLT), servant à défendre leurs intérêts.
Le fromage de Bellelay est rebaptisé « tête de Moine » à la fin du XVIIIe siècle,. Les avis divergent quant à la signification du nom lui-même . La « Tête de Moine » doit son nom, selon des histoires racontées dans le canton du Jura, à une coutume pratiquée jadis à l'abbaye de Bellelay, où le prieur recevait chaque année une pièce de fromage par « tête de moine » ou de la quantité de fromages stockée à l'abbaye « par tête de moine », ce qui aurait donné, par extension, son nom au fromage lui-même.

## Caractéristiques
C'est un fromage au lait cru et entier de vache, à pâte pressée demi-cuite ou mi-dure. Actuellement son poids moyen est de 850 grammes, alors qu'à l'époque son poids pouvait aller jusqu'à 2 kg. Il est caractérisé par une forme cylindrique a un diamètre de 10 à 15 cm dont la hauteur représente 70 % à 100 % du diamètre. La croûte de couleur brun-rouge est ferme, grainée, emmorgée, humide et saine ; la pâte de couleur ivoire à jaune pâle est homogène, légèrement humide, adhésive et crémeuse. En raison de sa texture fine, la Tête de Moine AOP n’est pas coupée en tranches, mais raclée à l’aide d’une girolle originale ou d’un outil similaire pour obtenir des rosettes. La teneur en matière grasse est en moyenne de 525 g/kg en poids de matière grasse dans l’extrait sec et au minimum de 315 g/kg en poids de matière grasse dans le fromage ; la teneur en sel est au maximum de 25 g/kg de fromage.
Il est consommable idéalement avec un vin blanc sec, après un affinage de 2,5 mois minimum sur planchette d'épicéa. Sa meilleure période de consommation s'étend de septembre à décembre.

## Fabrication selon la recette originale
Le Tête de Moine AOP est un produit de qualité très élevée, fabriqué par les fromageries de la région selon une procédure traditionnelle et une recette originale conformément aux exigences du cahier des charges AOP. La description écrite la plus ancienne de la Tête de Moine AOP date de l’année 1628. Déjà à cette époque, il était indiqué qu’il fallait utiliser pour ce fromage « un lait gras d’excellente qualité, issu des meilleures herbes et plantes du pays ». Pour garantir la qualité de la fraîcheur, la production laitière et le conditionnement du lait frais se font dans la région AOP. Le fourrage des vaches laitières doit être entièrement issu de la base fourragère appartenant à la ferme ou des pâturages communautaires limitrophes, sur lesquels le bétail doit être mis en pâture au moins 120 jours. Les producteurs de lait, les fromagers et les affineurs travaillent avec les moyens les plus modernes, tout en respectant le savoir-faire artisanal traditionnel. L’emploi de la somatotropine, d’urée, de produits contenant de l’urée, de farines animales et d'hormones de croissance ou de produits du même type, ainsi que la distribution de fourrages ensilés, sont interdits.
Au bain de saumure suit le temps d’affinage, pendant lequel les meules doivent être entreposées et affinées au moins 75 jours sur des planchettes en épicéa dans l’aire géographique.
Le contrôle qualité de la Tête de Moine AOP se fait selon les critères définis dans le cahier des charges AOP. Chaque mois, une commission effectue une « taxation » (contrôle qualité et validation) dans les caves des fromageries, évaluant le fromage selon les quatre critères suivants : caractéristiques optiques extérieures, ouverture, pâte (couleur, raclabilité), ainsi qu’odeur et goût. Si le fromage n’atteint pas la qualité requise, il n’est pas (ne doit pas être) commercialisé sous la dénomination « Tête de Moine AOP ».
La production était de 30 tonnes en 1960, puis passe à 200 tonnes en 1980. Avec l'invention de la girolle, les ventes explosent : avec 1 200 tonnes produites en 1997, 2 191 tonnes en 2012, 2 700 tonnes en 2019, puis 3 000 tonnes en 2021.
La tête de moine est exportée dans 45 pays.
Le chiffre d'affaires est d'environ 90 millions de francs suisses.

## La girolle et son influence

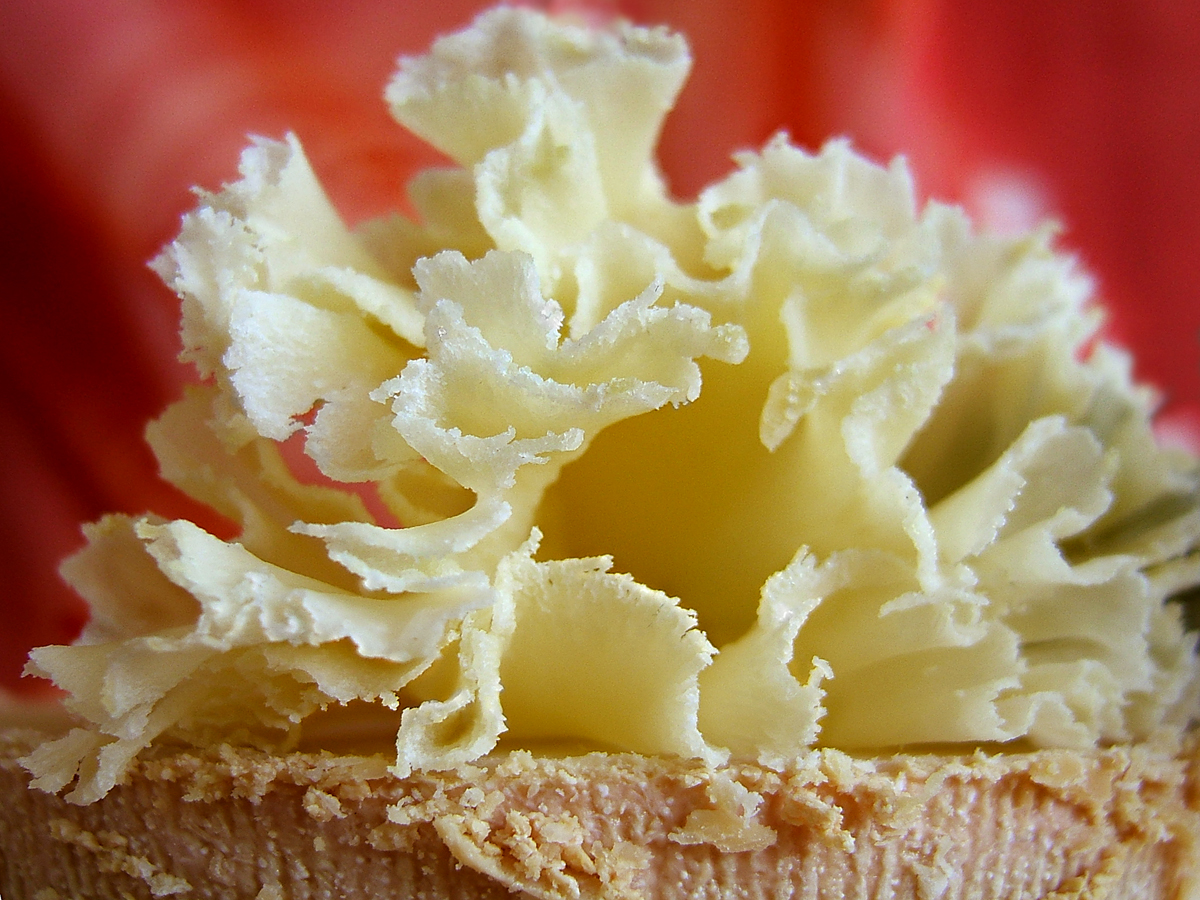
Rosette de Tête de Moine obtenue grâce à une girolle.

Spécialement inventée pour la Tête de Moine AOP à Lajoux par Nicolas Crevoisier en 1981, et brevetée en 1982, la « girolle » est un appareil qui permet de faire des « rosettes de Tête de Moine » en faisant tourner un racloir sur un axe planté dans le centre du fromage. Cet appareil donna une impulsion décisive à la demande et donc à la production de ce fromage.
La girolle est composée d’une planche en bois ronde, dotée d’une tige verticale au milieu et d’une manivelle. Le fromage cylindrique est d’abord coupé en deux, puis planté sur la tige. 
Auparavant, le fromage était servi en raclant la surface du fromage avec un couteau, dans un geste circulaire, pour en faire comme des copeaux. Cela nécessitait une certaine habileté, et expliquait aussi une certaine lenteur dans le service.
Le geste rappelle la tonsure moniale et donne une autre explication au nom du fromage.